# ホワイト・ビーチ地区
座標: 北緯26度18分05秒 東経127度54分45秒 / 北緯26.301456度 東経127.912488度

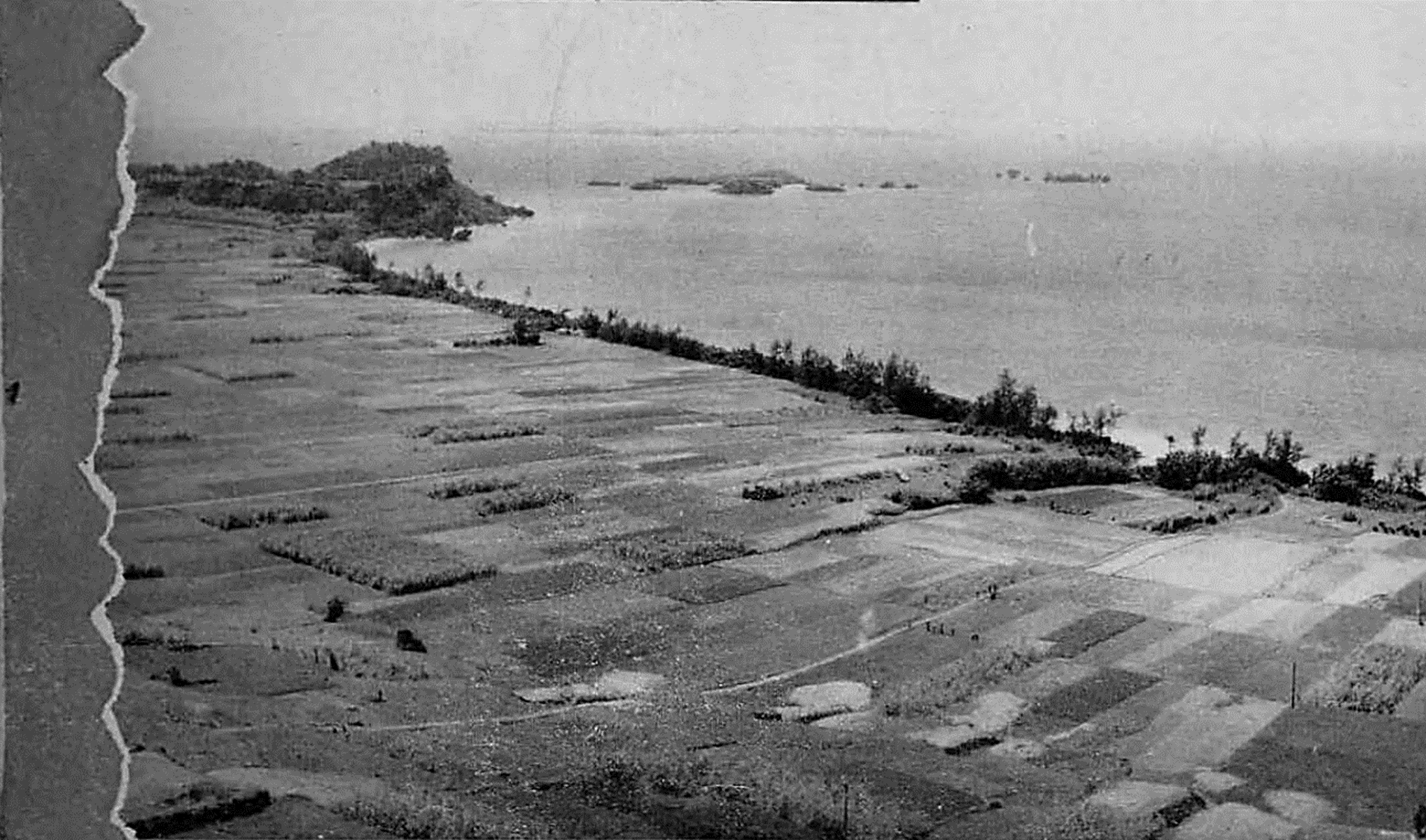
基地建設が始まる前の農地が広がる一帯。(海軍建設大隊 1945年撮影)

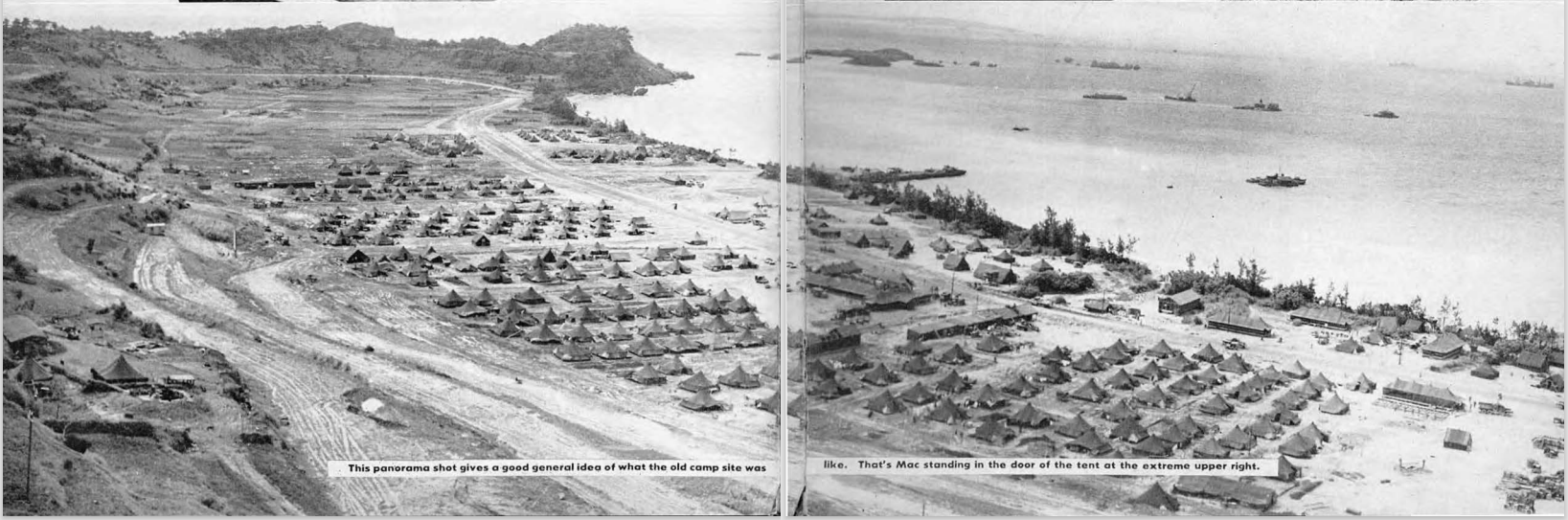
1945年夏ごろのホワイトビーチ。この後、1945年10月の阿久根台風 (Typhoon Louise) で壊滅的な被害を受ける。(海軍建設大隊 1945年撮影)

ホワイト・ビーチ地区（ホワイト・ビーチちく、White Beach Area）とは、沖縄県うるま市（沖縄本島）に所在する在日アメリカ海軍の港湾施設である。

## 施設の概要
- 場所：うるま市（勝連平敷屋、与那城饒辺）
- 面積：1,568,000m2
- 駐留軍従業員数：107人[1]
- 管理：アメリカ海軍・陸軍
- 用途：港湾
- 位置情報：北緯26度18分01秒 東経127度54分44秒 / 北緯26.30028度 東経127.91222度
- 管理部隊名：アメリカ陸軍トリイステーション基地管理本部、在沖アメリカ海軍艦隊活動司令部
- 使用部隊名：在沖アメリカ海軍艦隊活動司令部ホワイト・ビーチ事務所、第7艦隊第76機動部隊第1水陸両用部隊司令部、アメリカ海軍港湾業務部、アメリカ陸軍第505燃料補給大隊ホワイト・ビーチ事務所
- 機能：港湾施設、宿舎、管理事務所、貯油施設及びミサイル・サイト、ヘリポート、遊興施設[2]

## 沿革
1941年、旧日本軍が陸軍戦車部隊の駐屯地として使用。
1945年、4月1日の上陸後、2日間で沖縄島を横断した米軍は、4月5日には与勝半島を占領する。5月24日には海軍建設大隊シービーズがホワイト・ビーチ基地の前哨基地補給所建設を開始する。6月には水上飛行場の建設が始まり7月1日から運用が可能となる。
1972年5月15日、ホワイト・ビーチ港海軍施設、勝連半島陸軍地区、ホワイト・ビーチ貯油施設、嘉手納第２サイト (メースサイト)、西原陸軍補助施設Bサイト (ナイキサイト) が統合され、「ホワイト・ビーチ地区」として提供開始。ホワイト・ビ ーチ港海軍施設の約 275,000 ㎡を海上自衛隊沖縄基地隊に移管する。
1973年5月1日、沖縄返還協定了解覚書B表により､旧西原第２陸軍補助施設約134,000 ㎡が、陸上自衛隊那覇駐屯地勝連高射教育訓練場に移管される。
1975年4月4日、建物約1,200㎡と工作物(給水設備等)を追加提供。
1976年12月31日、第15回安保協により土地約221,000 ㎡ (旧「嘉手納第2サイト」メースB基地部分) を返還。

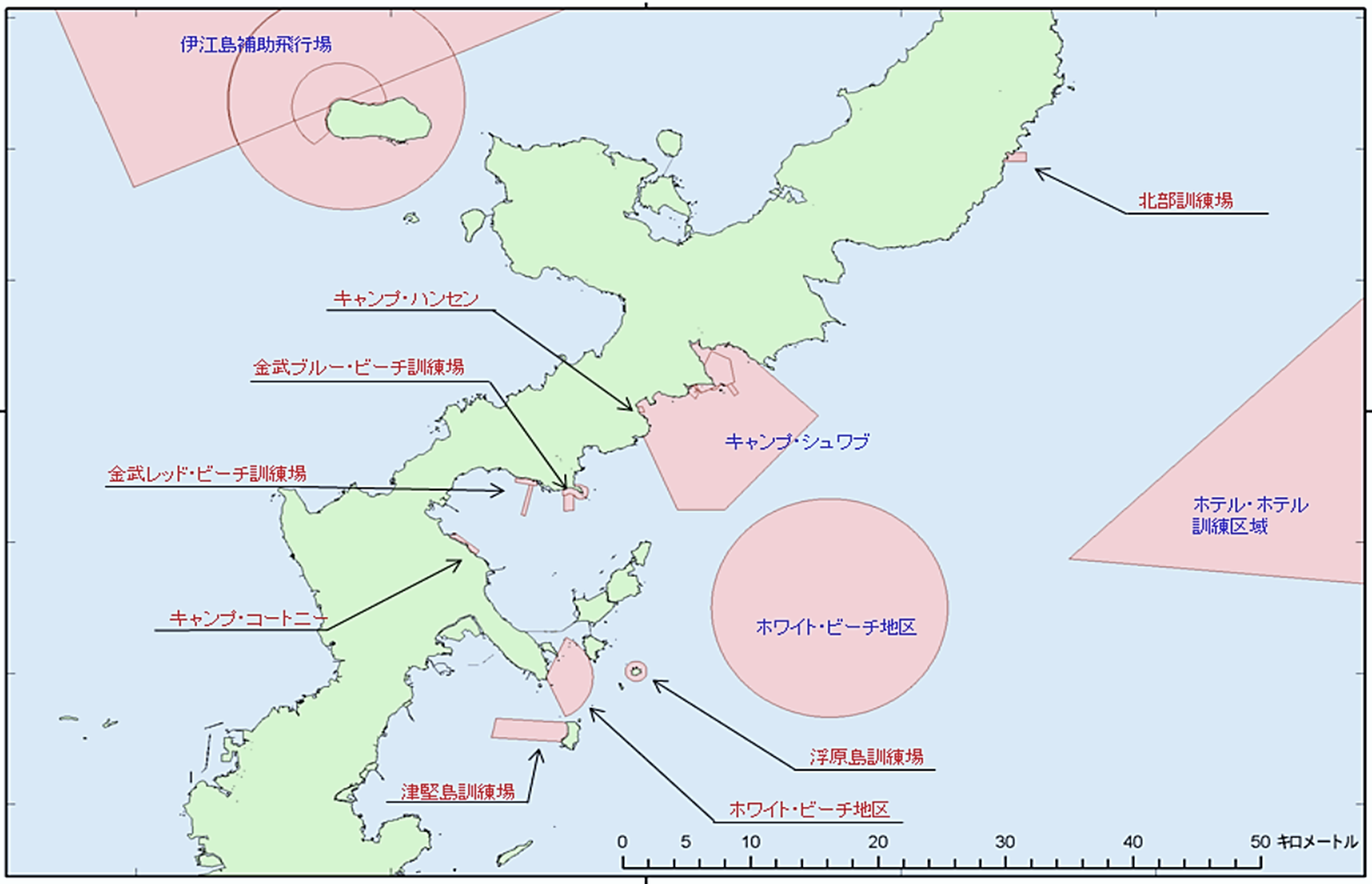
在日米軍 沖縄県の米軍訓練水域

|         | 1972年以前                        | 1972年               |                              |
| FAC6047 | 西原陸軍補助施設 (ナイキ) Aサイト | 西原陸軍補助施設     | 返還                         |
| FAC6047 | 西原陸軍補助施設 (ナイキ) Bサイト | ホワイト・ビーチ地区 | 返還                         |
| FAC6048 | 西原第二陸軍補助施設 (ホーク)     | ホワイト・ビーチ地区 | 陸自勝連高射教育訓練場に移管 |
| FAC6048 | 嘉手納第2サイト (メース)          | ホワイト・ビーチ地区 | 返還                         |
| FAC6048 | 勝連半島陸軍地区                  | ホワイト・ビーチ地区 |                              |
| FAC6048 | ホワイト・ビーチ貯油施設          | ホワイト・ビーチ地区 |                              |
| FAC6048 | ホワイト・ビーチ港海軍施設        | ホワイト・ビーチ地区 | 一部、海自沖縄基地隊に移管   |

### 空域と海域
沖縄県の米軍訓練空域について、沖縄返還協定の1972年時点で15区域とされてきたが、1997年3月25日、さらに５か所の空域が日米間の秘密合意で設定されていることが明らかになった。いわゆる「5.15メモ」とよばれるもので、長らく秘密事項とされていたが、沖縄県の度重なる要請により1997年3月25日にやっと開示された。その5区域のひとつがホワイト・ビーチ空域で、同様にメモで明らかになったキャンプ・シュワブ空域、キャンプ・コートニー空域、キャンプ・マクトリアス空域、とあわせ、北西海岸の広大な米軍の訓練海・空域を構成する。

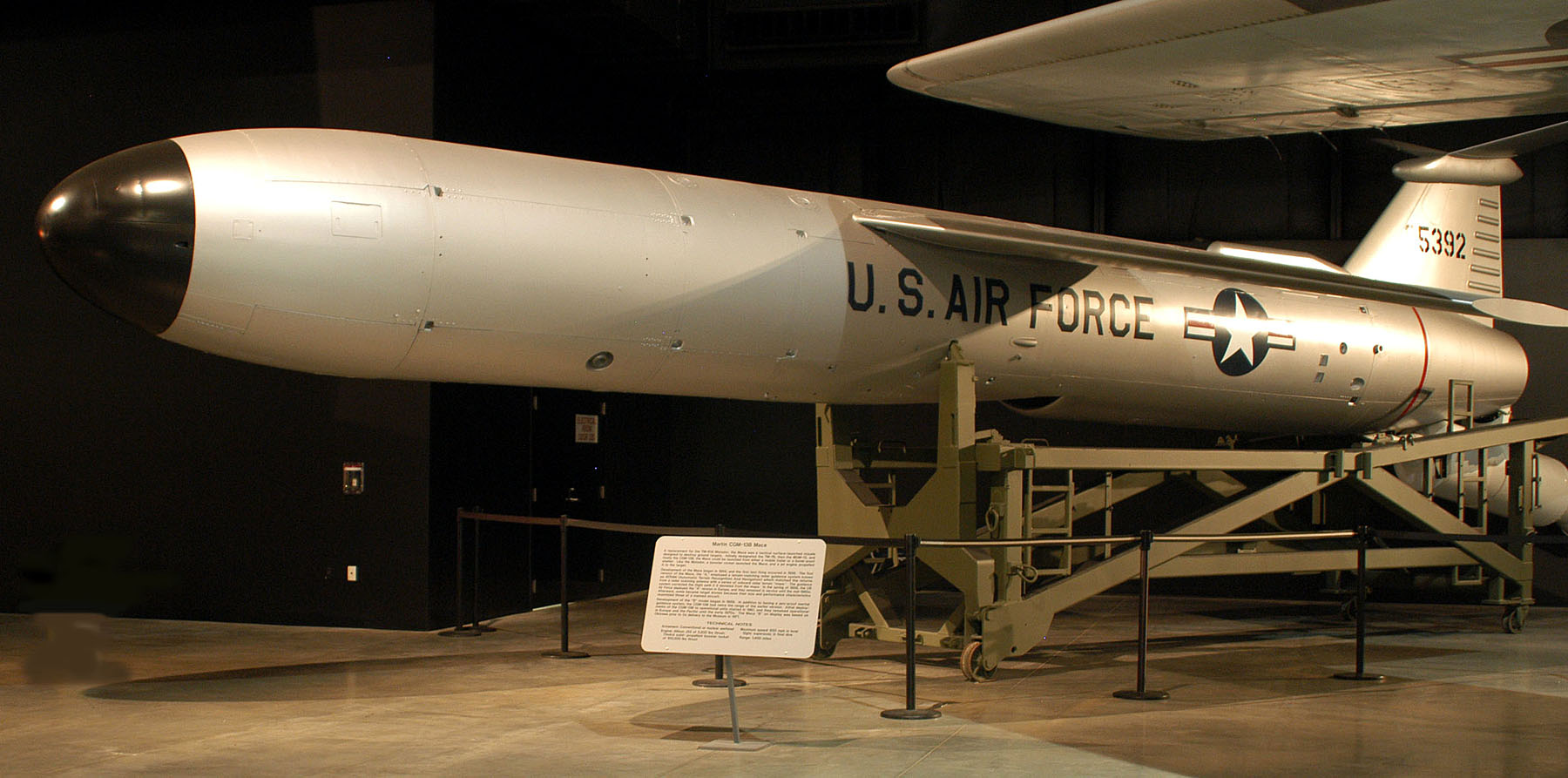
国立アメリカ空軍博物館に展示されている CGM-13B は、1971年まで実際に沖縄に配備されていたもの。

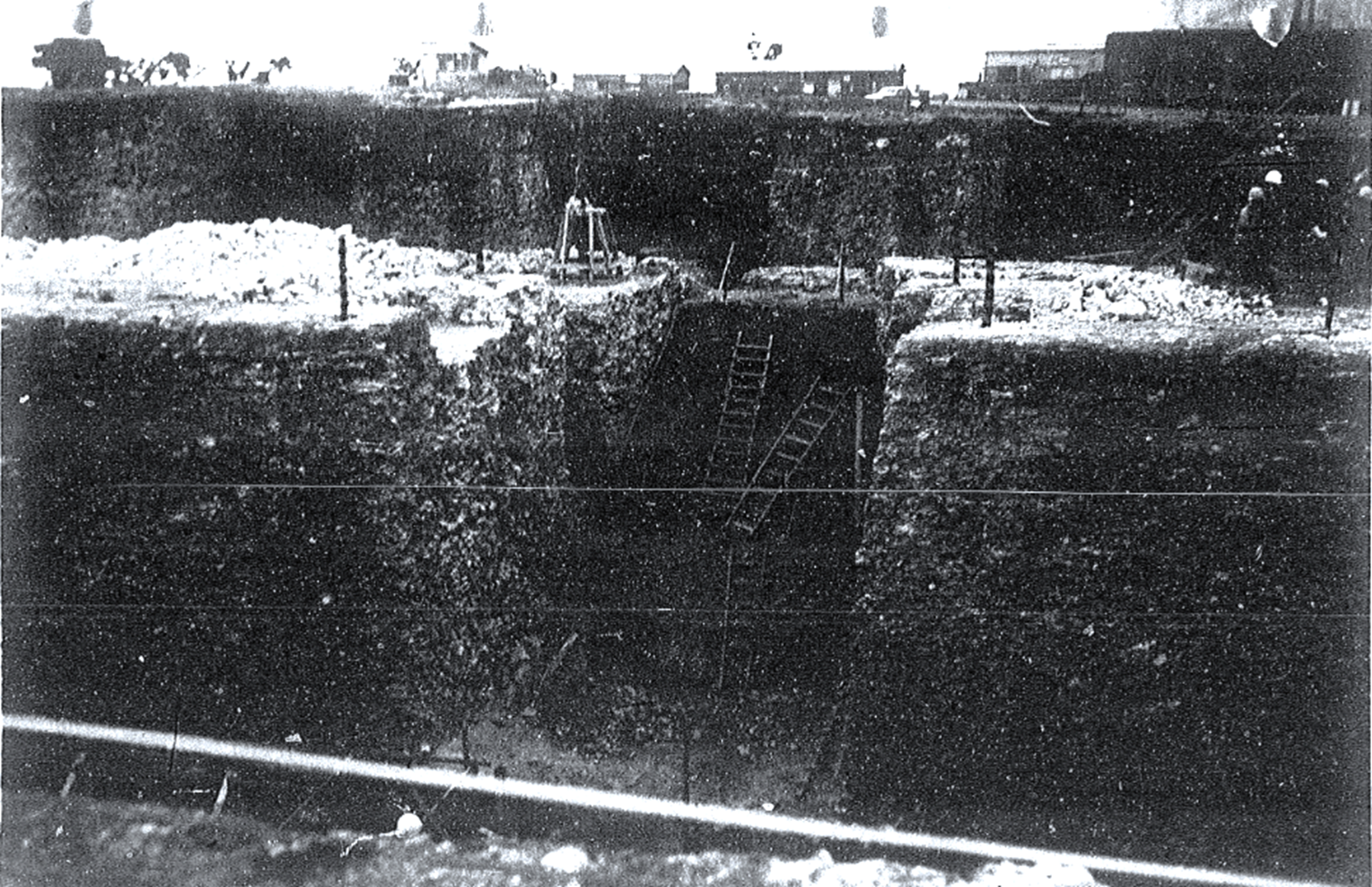
ホワイトビーチのメース (嘉手納第二サイト) 建設のようす。(1960年12月22日撮影 空軍)

ホワイト・ビーチ地区の空域と海域
- 海域: 323.69k㎡
- 空域: 325.27k㎡

## ホワイトビーチと核

### メースB・サイト

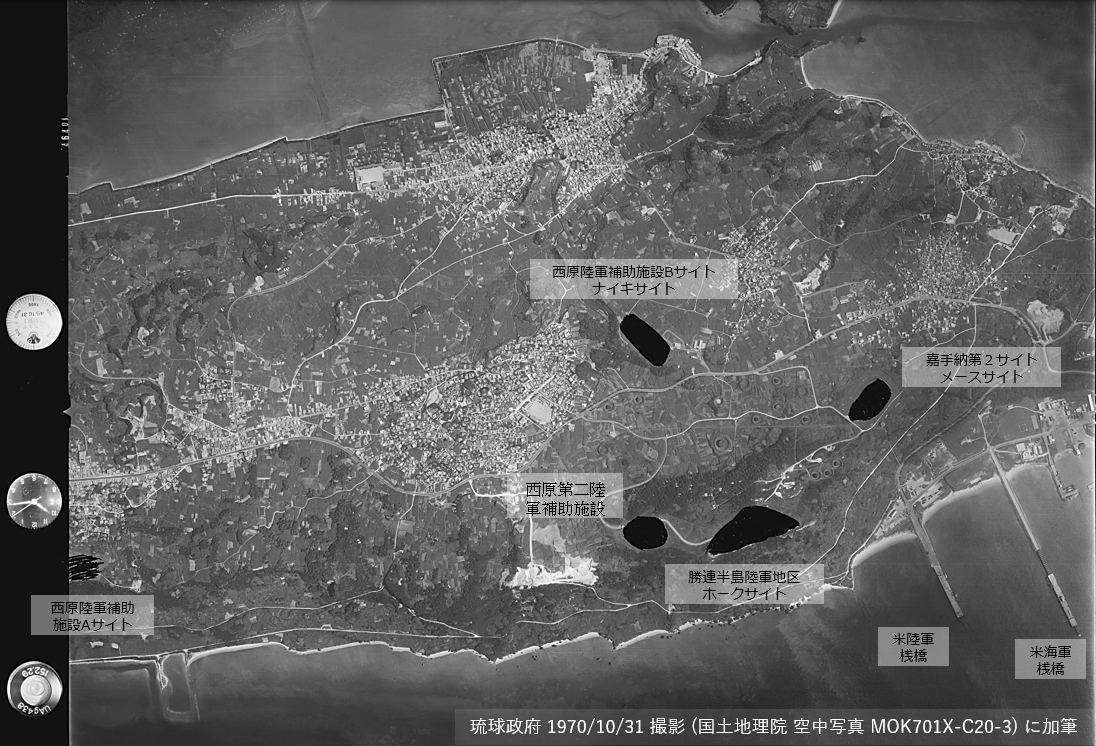
1970年の空中写真 (琉球政府撮影) ではホワイトビーチ地区と西原陸軍補助施設の3種のミサイルサイトが黒塗りされている。

沖縄のメースB配備は1962年10月から始まった。のメースＢ配備ホワイトビーチのかつての「嘉手納第2サイト」区域は米空軍嘉手納基地を拠点とする第5空軍第498戦術ミサイル群 (498th Tactical Missile Group) の管理下にあり、ここもメースB基地になっていた。

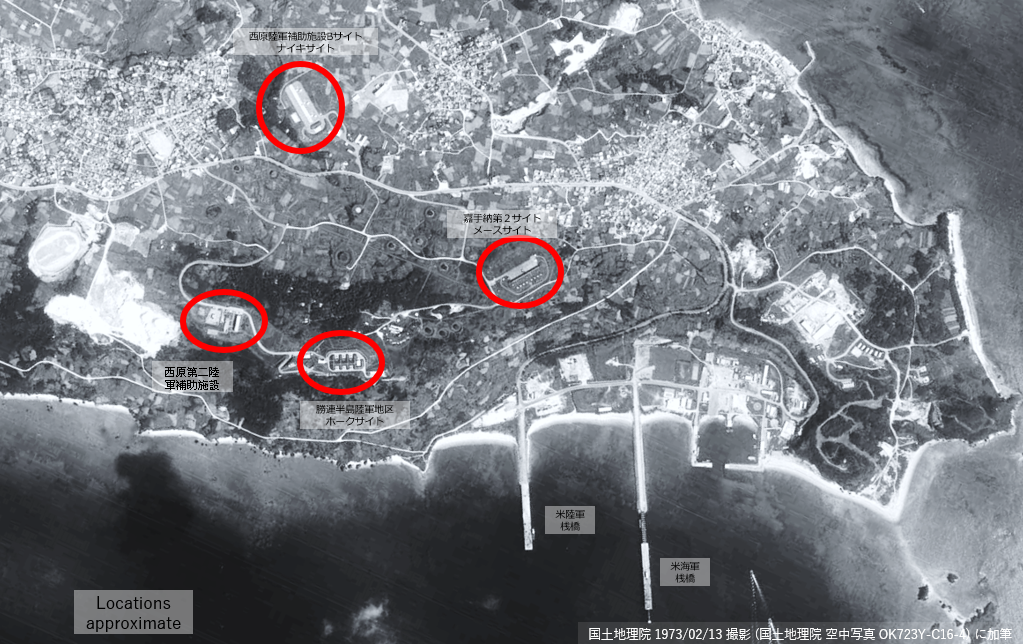
1973年の空中写真では黒塗りは解除されている。

1976年12月31日、ホワイト・ビーチ地区内の嘉手納第2サイトメースＢ基地 (221,000 ㎡) を返還。
|   |                 | メース基地             | 備考       |
| 1 | 嘉手納第1サイト | ボーローポイント射撃場 | 読谷村     |
| 2 | 嘉手納第2サイト | ホワイト・ビーチ地区   | 現うるま市 |
| 3 | 嘉手納第3サイト | ギンバル訓練場         | 金武町     |
| 4 | 嘉手納第4サイト | 恩納サイト             | 恩納村     |

### ナイキハーキュリーズ・サイト
沖縄における地対空ミサイル、ナイキ・ハーキュリーズの配備のための基地の建設は1958年11月に始まった。8カ所のナイキサイトが建設されたが、そのうちの一つがホワイトビーチ地区の北側にあった西原陸軍補助施設サイトBである。サイトAはミサイル管理のための通信施設
|   |           | ナイキ配備                              | 備考                    |
| 1 | 第1サイト | ボロー・ポイント射撃場 (読谷)           | 返還                    |
| 2 | 第2サイト | 恩納ポイント (恩納サイト)               | 空自 恩納分屯基地に移管 |
| 3 | 第3サイト | 石川陸軍補助施設 (天願)                 | 返還                    |
| 4 | 第4サイト | 西原陸軍補助施設 (ホワイト・ビーチ地区) | 返還                    |
| 5 | 第5サイト | 普天間飛行場                            |                         |
| 6 | 第6サイト | 知念第二サイト                          | 空自 知念分屯基地に移管 |
| 7 | 第7サイト | 与座岳サイト                            | 陸自 南与座分屯地に移管 |
| 8 | 第8サイト | 那覇サイト                              | 空自 那覇基地に移管     |

### ホークミサイル・サイト
1961年、低高度用迎撃用のホーク・ミサイルが配備された。
|   | ホーク・ミサイル                          | 備考                        |
| 1 | ボロー・ポイント射撃場 (読谷陸軍補助施設) | 返還                        |
| 2 | 知花サイト                                | 陸自 白川分屯地に移管       |
| 3 | ホワイト・ビーチ地区                      | 陸自 勝連分屯地に移管       |
| 4 | 多野岳サイト                              | 返還                        |
| 5 | 与座岳サイト                              | 陸自 南与座分屯地に移管     |
| 6 | 知念第一サイト                            | 陸自 知念分屯地 に移管      |
| 7 | 渡嘉敷陸軍補助施設に2カ所                 | 返還 国立沖縄青少年交流の家 |

1973年 陸自勝連高射教育訓練場へ移管
- 1973年5月1日: 沖縄返還協定了解覚書Ｂ表に基づき､ホワイト・ビーチ地区となった西原第二陸軍補助施設の敷地約134,000㎡が、陸上自衛隊に移管され、那覇駐屯地勝連高射教育訓練場（勝連分屯地）が開設される。
- 1979年3月31日: 射撃場を建築。県内で唯一の自衛隊の射撃場であり、県内の陸上自衛隊、航空自衛隊などが射撃訓練を実施している[8]。
- 2021年8月20日: 防衛局は勝連分屯地へ地対艦ミサイル部隊を配備する方針を発表した。沖縄本島への同部隊の配備は初となる[9]。

### 原子力軍艦の寄港
ホワイトビーチは、1972年の沖縄返還から604回（2021年1月7日現在）原子力空母や原子力潜水艦の寄港を許している。うるま市は原子力軍艦の寄港中止を日本政府に要請し、寄港を容認している国の責任において避難訓練の実施や放射能防護器材等の整備を求めている。

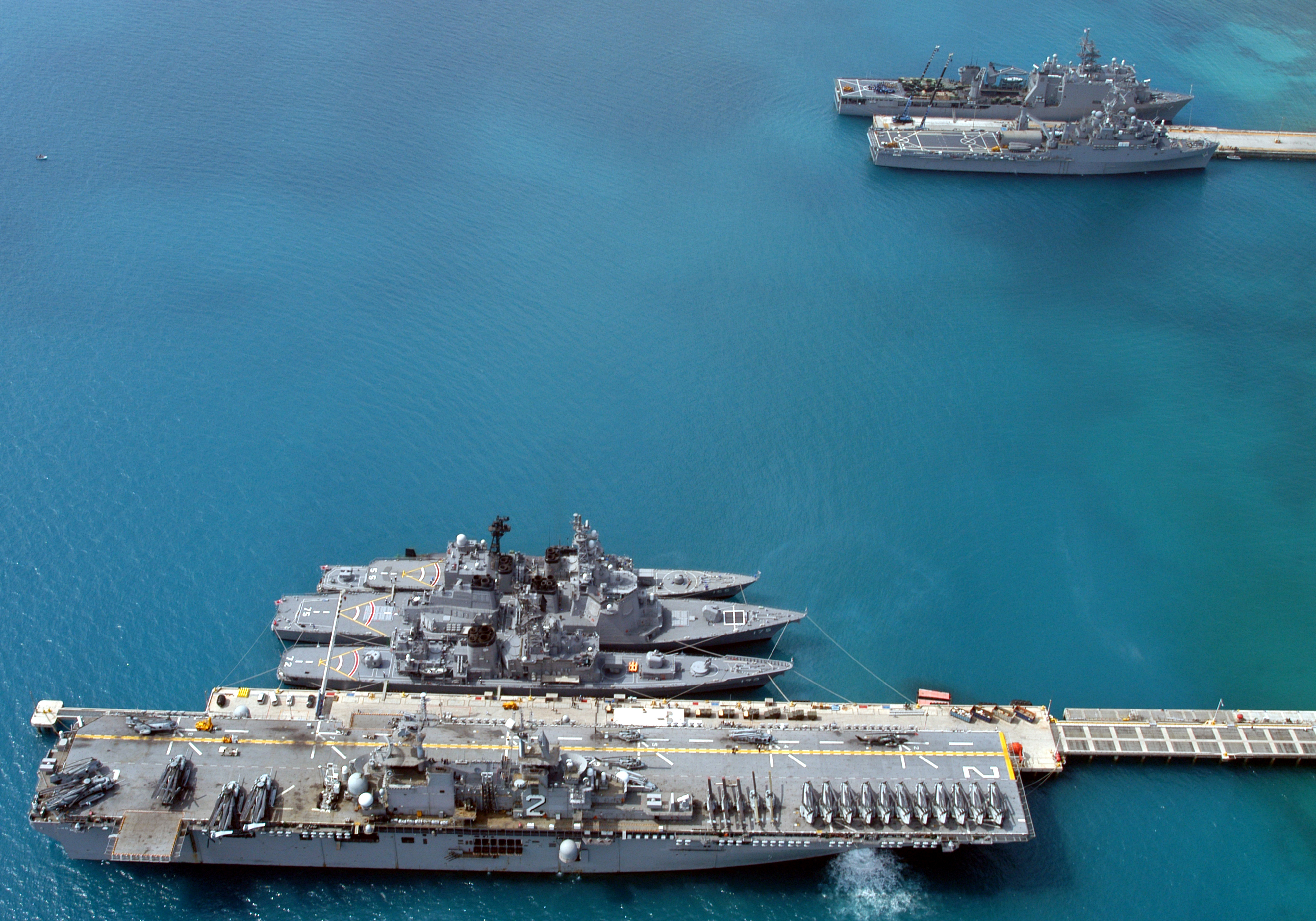
ホワイト・ビーチ地区の2つの桟橋。長い方が米海軍、短い方が米陸軍のものである。

## ホワイトビーチの複合性

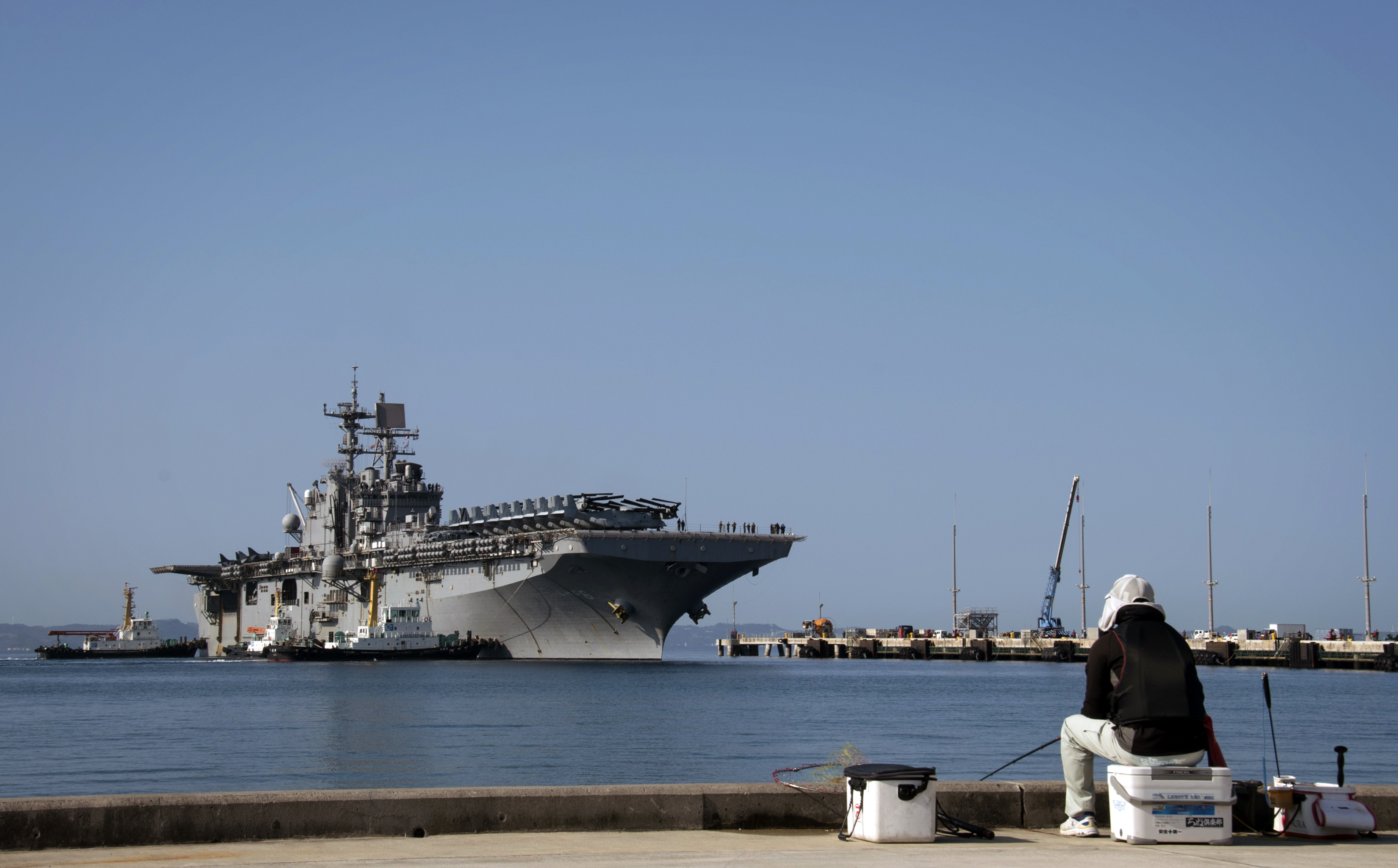
ホワイト・ビーチにやってきたボノム・リシャール。

### 米海軍と米陸軍の2つの桟橋
ホワイト・ビーチ地区は、勝連半島の先端部にある。白砂が美しい海岸に2つの堤が突き出ており、その先端にそれぞれ桟橋が設けられている。それぞれは、アメリカ海軍桟橋とアメリカ陸軍桟橋と呼ばれており、アメリカ軍向けの補給物資の揚陸全般 (危険物は天願桟橋から揚陸)、アメリカ海軍艦船への補給として使われている。また、この施設は原子力潜水艦などが補給及び維持等を行う寄港地となっており、有事の際は、空母や強襲揚陸艦へのアメリカ海兵隊員の乗艦にも使用される。
2012年4月から長崎県佐世保基地の強襲揚陸艦ボノム・リシャール配備により、同艦も寄港するようになった。
- Ａ桟橋、幅24 メートル、長さ850 メートルの米海軍桟橋
- Ｂ桟橋、幅24 メートル、長さ450 メートルの米陸軍桟橋
- タンク地区、２基のタンクが1985年に完成。

在沖米海兵隊員の沖縄からの出入及びホテル・ホテル訓練区域、インディア・インディア訓練、マイク・マイク訓練区域等の水域及び空域での演習訓練の際の兵員の輸送、武器・弾薬等軍需物資の補給基地として常時活発に活用されている。

### 隣接する自衛隊基地
ホワイト・ビーチ地区の北側の「ホワイト・ビーチ港海軍施設」が、沖縄返還条約で海上自衛隊に移管され、沖縄における拠点「沖縄基地隊」の本部となった。さらにホーク・ミサイルが配備されていた「西原第2陸軍補助施設」は、陸上自衛隊の勝連高射教育訓練場「勝連分屯地」に移管され、ミサイル基地を引き継いだ。これにより、この一帯にアメリカ海軍と陸軍、そして日本の海上自衛隊と陸上自衛隊が隣接して存在することとなり、事実上米軍と自衛隊の基地の境界線は曖昧である。

#### 海自 沖縄基地隊
- 1972年5月15日、沖縄返還とともにホワイト・ビーチ港海軍施設の一部約 275,000 ㎡が海上自衛隊沖縄基地隊に移管された。ホワイト・ビーチ地区の北東部に隣接し、仕切りもなく往来は自由である[8]。

#### 陸自 勝連分屯地
- 1973年5月1日、さらに地区内の西原第２陸軍補助施設約134,000 ㎡が、陸上自衛隊那覇駐屯地勝連高射教育訓練場（勝連分屯地）として移管された。

## 問題点

### 在日米軍にとっての基地機能
近年、米軍進駐後に強制接収された県内の土地が地権者に返還されつつあるが、上述のように原潜が入港可能な港という軍事戦略上の性質から、ホワイト・ビーチ地区は、米軍が返還をしぶる最重要拠点だと思われる。なお、アフガニスタン・イラク戦争へ派遣される軍艦は、基本的にアメリカ本国から一度ホワイト・ビーチに寄航し、隊員の健康管理やエネルギー補給などを行う。

### 投資として本土の資産家に人気の「軍用地」問題
- 地主数：2,045人
- 年間賃借料：1,019百万円（平成24年度実績）[1]

土地を米軍に強制接収された人々に対して土地の賃貸料（軍用地料）が国からの土地接収に対する「補償」という形で支給されているが、相続税を払うことができないなどの理由から手放す人も多く、本来は土地を強制的に接収された人々への「補償」のはずが、手堅い投資として注目され、本土の市場で売り買いされている実態がある。この軍用地料を「利息」と見立てた不動産投資物件として売買される事態は、まったくの本末転倒であると我部政明は見ている。